# 黃天頤
黃天頤（英語：Wong Tin Yee，1984年7月2日—）為香港電台第二台節目主持及唱片騎師，中學時期就讀中華基督教會銘賢書院，並於香港理工大學語文及商業學系畢業。2004年於香港電台「DJ生還者」勝出後入行。丈夫是無綫電視J2台前節目創意總監鄭詩君（C君）。

## 電台節目

### 現主持節目
- 三五成群：由2020年10月19日起，逢星期一至五下午三時至五時直播，與鄒攝、方梓豪主持。此節目亦是以青少年人為目標聽眾的節目。
- 中文歌曲龍虎榜：逢星期六中午十二時至下午二時直播，公佈最新一星期之中文歌曲龍虎榜。

### 曾主持節目
- Gimme 5：自2007年起至2020年10月16日，與波盛、Eric、方梓豪主持。節目是以青少年人為目標聽眾的節目，每天以不同主題與聽眾互動。後來因香港電台第二台改革節目而停播，停播前為逢星期一至五下午五時至七時直播。

### 担任嘉宾之节目
- 金曲复金曲：2022年7月3日起，港台31将播出一连10集的节目《金曲复金曲》。

## 電視節目演出

### ViuTV
- 索女人妻ichi烹（2020年）

## 家庭生活
組合農夫成員C君日前宣布向DJ女友黃天頤求婚成功，2019年2月11日，黃天頤現身活動時表示兩人會於2019年年底結婚。二人於2019年9月25日正式過大禮，定於12月13日結婚，當晚會在中環四季酒店辦喜宴。 10月底，二人到日本富士山拍攝結婚照片。 12月13日，二人正式結婚，陸永任伴郎，洪永城、黃翠如及蕭正楠等擔任兄弟團。

## 著作
- 《全民Blog Blog齋》 （梁榮忠, 阿O共同著作） 2011年7月
- 《情人Blog Blog齋》  （梁榮忠, 阿O共同著作）  2013年7月
- 《留下士多》 （柏原太賀共同著作） 2014年6月
- 《愛我別說穿》 2015年8月
- 《唐七太空站》 （陳詠燊共同著作） 2016年7月
- 《愛我別算數》 2017年7月

## 外部連結
- 黃天頤的Instagram帳戶
- 黃天頤 （页面存档备份，存于）香港電台節目主持人
- 黃天頤著作名單 （页面存档备份，存于）商務印書館